# Catocala lesbia
Catocala lesbia là một loài bướm đêm thuộc họ Erebidae. Loài này có ở Trung Đông, in regions without severe winters. In Thổ Nhĩ Kỳ, đông nam of the Anatolian Plateau, in oases và desert foothills ở Iraq, phía nam as far as the Sinai và Ai Cập. In Israel Loài này có ở Great Rift Valley và Negev.
Con trưởng thành bay từ tháng 6 đến tháng 9 tùy theo địa điểm. Có một lứa một năm in hầu hết its range. There are two generations in Iraq.
Ấu trùng ăn Populus euphratica.

## Phụ loài
- Catocala lesbia fittkaui (Waziristan, Pakistan)
- Catocala lesbia lesbia